# Phloiotrya lineata
Phloiotrya lineata is een keversoort uit de familie zwamspartelkevers (Melandryidae). De wetenschappelijke naam van de soort werd in 1830 gepubliceerd door Josef Anton Maximilian Perty.